# Rodzimi użytkownicy języka esperanto
Rodzimi użytkownicy języka esperanto (esperanto: denaskaj Esperanto-parolantoj, denaskuloj) – osoby, dla których esperanto jest jednym z podstawowych języków i posługują się nim na co dzień. Są charakterystycznym zjawiskiem dla rodzin esperanckich.

## Statystyki
W 1996 istniało 350 potwierdzonych przypadków rodzin, w których używano esperanto jako rodzimego języka. Szacunki stowarzyszeń wskazują, że w 2004 około tysiąc rodzin i dwa tysiące dzieci używało na co dzień języka esperanto. We wszystkich przypadkach użytkownicy esperanto byli dwujęzyczni lub znali jeszcze więcej języków i mówili zarówno w esperanto, jak i w języku lokalnym swoich rodziców. W niektórych przypadkach rodzice byli różnej narodowości, a esperanto był dla nich jedynym wspólnym językiem. W innych z kolei tylko jeden z rodziców uczył swoje dziecko esperanto.

## Historia
Jednym z pierwszych przypadków rodzimego użytkowania esperanto była piątka dzieci brytyjskiego esperantysty Montagu Christie Butlera, żyjącego w latach 1884–1970. Niektóre rodziny przekazywały esperanto przez kilka pokoleń. Na początku XX wieku od urodzenia esperanto posługiwał się Daniel Bovet – włoski fizjolog i farmakolog, a także laureat Nagrody Nobla z 1957. W dwudziestoleciu międzywojennym na rodowitego esperantystę wychowany był pochodzący z Czechosłowacji Peter Ginz – młoda ofiara Holocaustu – zmarły w obozie koncentracyjnym Auschwitz-Birkenau. Innym rodzimym użytkownikiem języka jest biznesmen George Soros – syn Tivadara Sorosa, wydawcy i pisarza esperanto.

## Lista znanych rodzimych esperantystów
- Daniel Bovet
- Petr Ginz
- Kim J. Henriksen
- Ino Kolbe
- George Soros
- Paul Soros